# 関東軍特種演習

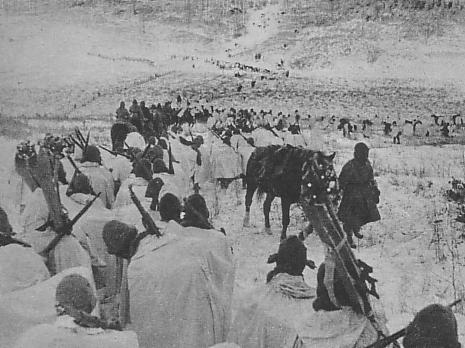
関東軍特種演習の様子

関東軍特種演習（かんとうぐんとくしゅえんしゅう）は、日本軍が1941年（昭和16年）7月7日に実施した対ソビエト連邦作戦準備。略称は関特演。
1941年（昭和16年）6月22日に独ソ戦が開始されると、7月2日の御前会議は『情勢ノ推移ニ伴フ帝国国策要綱』を採択し、独ソ戦が有利に進展したら武力を行使して北方問題を解決するとの方針を決定した。これに基づいて7月7日に関特演の大動員令が下り、第1次動員として13日に内地から約300の各部隊を動員、16日には第2次動員として14個師団基幹の在満洲・朝鮮部隊を戦時定員に充足かつ内地より2個師団を動員、北満に陸軍の膨大な兵力と資材が集積された。

## 概要
関東軍は、北満で幾度か軍事演習を実施していたが、中でも、独ソ戦（1941年6月22日開戦）が始まった直後の1941年7月に行なわれた「関東軍特種演習」は、実際には単なる軍事演習ではなく、秘密動員のうえで開戦決定し、そのままソ連侵攻による開戦を意図した関東軍による戦争準備策であった。この開戦は、同年4月に既に締結されていた日ソ中立条約に当然反することになる。独ソ戦が始まり緒戦はドイツ軍が圧倒的優位に立つと、松岡洋右外務大臣や原嘉道枢密院議長らをはじめ日本政府内では、まずは日独同盟を重視し、ドイツと協力してソ連を挟撃すべしという主張が勢いを持った（北進論）。近衛文麿総理大臣はノモンハン事件で証明された関東軍の現有兵力（兵員約28万）では満洲工業地帯の防衛が困難であると判断、関東軍首脳部の主張を支持。これにより動員令が発令され、関東軍は戦時定員の14個師団および多数の砲兵部隊・戦車部隊・航空部隊・支援部隊を有す74万以上の大兵力となった。
陸軍参謀本部がソ連開戦の前提条件としたのは、極東ソ連軍の兵力が半減することであったが、極東ソ連軍の兵力が減少することはなかった。1941年7月28日の南部仏領インドシナ進駐などを契機としたアメリカやイギリス、オランダとの緊張状態が加速したこともあり、日本政府はソ連方面よりも東南アジア方面へと政策の重点を移して行った（南進論）。1941年8月3日、関東軍は田中新一作戦部長と有末二十班長らがソ連との戦争を念頭とした態度案を海軍側に提出、陸海軍間で話し合いが行われるも、文書から「対ソ開戦」の文字を削除するように海軍側が迫り、5日に妥結した。元々の日本の経済力･輸送力や厳しくなっていく対日貿易規制等により陸軍においてもソ連開戦に必要としていただけの十分な量の物資が集めることが出来なかったとされる。これらの事情から、大本営陸軍部と関東軍は1941年8月9日に年内の対ソ開戦の可能性を断念した。その後、兵力は充実させたが南方進出方針の決定により、対ソ戦は行われず満蒙国境警備のみを行うに留まった。
後年、日下公人が関特演の作戦立案にあたった瀬島龍三に開戦前夜の大本営について質問している。1941年11月26日にハル・ノートが出た頃、ドイツ軍の進撃がモスクワの前面50kmで停止し、大本営は「冬が明けて来年春になれば、また攻撃再開でモスクワは落ちる。」と考えていた。「本当に大本営はそう思っていたんですか？」と尋ねると「思っていた。」と。続けて「もしもドイツがこれでストップだと判断したら、それでも日本は12月8日の開戦をやりましたか？」と尋ねると、「日下さん、絶対そんなことはありません。私はあのとき、大本営の参謀本部の作戦課にいたけれど、ドイツの勝利が前提でみんな浮き足立ったのであって、ドイツ・ストップと聞いたなら全員『やめ』です。それでも日本だけやるという人なんかいません。その空気は、私はよく知っています。」と答えている。
太平洋戦争開始によっても当初はソ連開戦の計画は消滅したわけではなく、ポート・ダーウィン攻略後は対ソ戦を行う予定があったことが東京裁判の過程で当時の極秘情報によるとして明らかにされている。その後、太平洋戦争の中期から島嶼防衛のために南方軍に対し関東軍から兵力・資材の引き抜きを始めた。1943年8月頃には、ようやく関東軍の対ソ積極政策は消極政策に変更されたとされる。太平洋戦争末期には本土決戦のためにさらに兵力・資材を引き抜き、満洲在留邦人でその穴を埋めていった（根こそぎ動員）。
結果的に、関特演で集められた兵員・資材は大戦末期まで決戦を迎えることなく、本来とは異なる役目を果たすことになった。
井出孫六は、この計画の背景として、関東軍の配置図を見ると東正面・北正面・西正面の内で取組の主体は東正面で満蒙開拓団の集中している地域であることを指摘して、満蒙開拓団の入植により軍の糧秣確保に一定の目途がついたことがあるのではないかと考えている。なお、この関特演の結果ソ連軍がむしろ積極的に反撃あるいは反攻してきた場合に、開拓団及び家族らを戦火に巻き込まないような対策は作戦計画の中に見られなかったという。

## 正式名称を巡る混乱
関特演の正式名称を巡っては長い間混乱が見られたが、「関東軍特種演習」が正しいことが江口圭一の調査により確認されている。
関特演の正式名称に関する記述は古くから混乱しており、「関東軍特別演習」「関東軍特別大演習」「関東軍特殊演習」などが乱立した状況が続き、これらは多くの百科事典で使われていた。しかし、その典拠は2次資料である、服部卓四郎による『大東亜戦争全史』などに依存しており、かつ、これらの文献にはその根拠となる1次文献が記されておらず、信頼がおけない面があった。
江口は1977年 (昭和52年) に、木坂順一郎編による『日本史⑼近代4』(有斐閣、1978年) の中の1章を担当した際に、木坂から「特別」ではなく「特種」が正式名称だと教えられた経験があり、実教出版による『高校日本史』の執筆を担当した際にも、正式名称を巡って編集部との間で議論が起こるなど、正式名称に関してトラブルに見舞われることが多かった。江口が原資料にあたって調査したところ、関特演の正式名称が「関東軍特種演習」であることを再確認できた他、混乱の原因の一端もわかった。
元々、関東軍は1941年 (昭和16年) 7月16日から同月31日にかけて、牡丹江北演習場において「教育練訓」を目的とした軍事演習を2回に分けて実施する計画で (河辺正三第三軍司令官統監)、その名称が「関東軍特別演習」だった。ところが、6月21日になって突然独ソ戦が勃発したため、演習を取りやめ急遽対ソ戦準備へ方針転換しようと画策するグループが参謀本部で台頭、関東軍は開戦には慎重だったが、6月26日に、軍事演習を偽装しつつ対ソ戦準備を目的とし、かつ計画を秘匿するために「関東軍特種演習 (関特演)」と呼ぶことが正式決定された。
しかし、一方で、元の「関東軍特別演習」の中止が正式決定されたのは7月2日だったので、6月26日から7月2日の間、2つの異なる演習が計画されていたことになる。名称を巡る混乱の一端はここにあった。
その他にも、対ソ戦の偽装としての1941年の関東軍特種演習の他に、毎年、年に数回実施されていた単なる軍事演習が「関東軍特種演習」と呼ばれていたことも混乱に拍車をかけることになっている。6月26日発出の関参一発第二二五六号に「関東軍特種演習 (関特演)」と「関特演」の略称が付され、以後、この名前が使われるようになったのは、従前の「関東軍特種演習」と区別する必要があったためのようである。
しかし一方で、関東軍とは別に参謀本部側では、百号動員 (関特演は2回に分けて動員される予定になっていたので、第1次動員を一〇一号、第2次動員を一〇二号と呼んだ) と呼んでおり、当時から必ずしも関特演で統一的に呼ばれていたわけではない点にも留意する必要がある。

## ソ連による対日参戦正当化
戦後ソ連政府は、首都モスクワにドイツ軍が迫っている時に、関東軍特種演習が行われたことによってモスクワ救援のための部隊をシベリア方面からの移送が妨げられた事は日ソ中立条約違反の利敵行為であるとしてこれを非難して、この時点で日ソ中立条約は効力が「事実上」消滅しており、ソ連対日宣戦布告が中立条約期限切れである1946年4月以前に行われていても国際法上問題は無いと主張し、ソ連対日参戦を正当化する論拠とした。
なお、ヤルタ会談でソ連が対日参戦を秘密裏に決めた後の1945年4月5日、ソ連のモロトフ外相は佐藤尚武駐ソ大使を呼び、日ソ中立条約を破棄する旨を通告した（モロトフが佐藤に対して「ソ連政府の条約破棄の声明によって、日ソ関係は条約締結以前の状態に戻る」と述べた）が、佐藤が条約の第3条に基づけばあと1年は有効なはずだと返答したのを受け、モロトフは「誤解があった」として日ソ中立条約は1946年4月25日までは有効であることを認めている。

### 注
1. ↑  太平洋戦争後の諸文献では「関東軍特別演習」と書くものが多く、正式名称は論争の的になっていた[8]。
2. ↑  木坂自身、文部省による教科書検定を受けた際に「特別演習」と書いたところ、調査官から、防衛庁の『戦史叢書』の中に「特種」と書かれていることを指摘され修正した経緯があり、その時の経験を江口が木坂から教えられた[9]。
3. ↑  関参一発第二二五六号に「特種」と書かれていること、『戦史叢書 関東軍〈2〉』(朝雲新聞社刊、1974年) に書かれている内容 (最初は「特種」だったものが、7月11日付の大陸命第五〇六号で正式名称が「特別」へ変更となった) は聞き取り調査に基づいた記述であり、原資料にあたると実際には誤りだったことがわかった[9]。
4. ↑  関東軍参謀長の吉本貞一中将から「平時的事項と截然区別するを要するもの」に「関東軍特種演習の秘匿名称を使用することに定められた」旨、関東軍全部隊に6月26日付 (関参一発第二二五六号) で通牒された[9][1]。